# Oligosoma suteri
Oligosoma suteri — вид сцинкоподібних ящірок родини сцинкових (Scincidae). Ендемік Нової Зеландії. Вид названий на честь новозеландського зоолога Генрі Сутера.

## Поширення і екологія
Ophiomorus suteri мешкають в регіоні Нортленд на півночі Північного острова Нової Зеландії, а також на 49 сусідніх островах, зокрема на островах Трьох Королів. Вони живуть в прибережних широколистяних лісах, на кам'янистих пляжах і серед валунів, на висоті до 100 м над рівнем моря.